# Slatinik Drenjski
Slatinik Drenjski je naselje u Hrvatskoj, regiji Slavoniji u Osječko-baranjskoj županiji i nalazi se u sastavu općine Drenje.

## Zemljopisni položaj
Slatinik Drenjski se nalazi na 174 metara nadmorske visine na jugoistočnim obroncima Krndije. Selo se nalazi na županijskoj cesti ŽC 4119. Susjedna naselja: istočno su Paljevina i Potnjani, jugoistočno je općinsko središte Drenje, južno Mandićevac, te zapadno Borovik. Sjeverozapadno je Podgorje Bračevačko, sjeverno Bučje Gorjansko, te sjeveroistočno su Bračevci. Pripadajući poštanski broj je 31418 Drenje, telefonski pozivni 031 i registarska pločica vozila DJ (Đakovo). Površina katastarske jedinice naselja Slatinik Drenjski je 19,14 km2.

## Stanovništvo
| broj stanovnika | 482   | 536   | 582   | 776   | 812   | 856   | 808   | 889   | 534   | 520   | 477   | 446   | 394   | 312   | 288   | 289   | 232   |
|                 | 1857. | 1869. | 1880. | 1890. | 1900. | 1910. | 1921. | 1931. | 1948. | 1953. | 1961. | 1971. | 1981. | 1991. | 2001. | 2011. | 2021. |

Do 1900. iskazivano pod imenom Slatinik. Od 1857. do 1880. sadrži dio podataka za naselje Mandićevac.

## Crkva
U selu se nalazi rimokatolička crkva Sv. Stjepana kralja koja pripada katoličkoj župi Sv. Mihaela arkanđela u Drenju i đakovačkom dekanatu Đakovačko-osječke nadbiskupije. Crkveni god (proštenje) ili kirvaj slavi se 20. kolovoza.

## Obrazovanje i školstvo
- Područna škola do 4. razreda koja radi u sklopu Osnovne škole Drenje.

## Šport
- NK Slavonac Slatinik Drenjski

## Poznate osobe
- Nikola Kristić, novinar, dipl. pravnik, rođen u Slatiniku Drenjskom.[4]

## Ostalo
- Dobrovoljno vatrogasno društvo Slatinik Drenjski,
- Udruga žena "Reduše" Slatinik Drenjski.

## Vanjska poveznica
- http://os-drenje.skole.hr/  Arhivirana inačica izvorne stranice od 20. srpnja 2019. (Wayback Machine)
- ARKOD preglednik